# Bisdom Dédougou

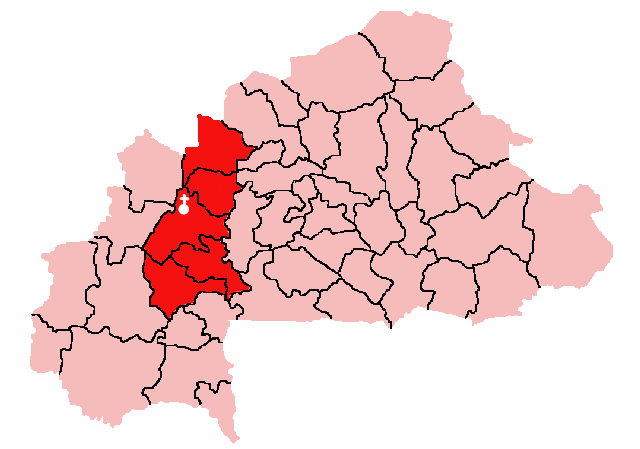
Het bisdom (rood) binnen Burkina Faso

Het bisdom Dédougou (Latijn: Dioecesis Deduguensis) is een rooms-katholiek bisdom met als zetel Dédougou in Burkina Faso. Het is een suffragaan bisdom van het aartsbisdom Bobo-Dioulasso. Het bisdom werd opgericht in 2000. De hoofdkerk is de kathedraal Sainte-Anne in Dédougou.
In 2021 telde het bisdom 14 parochies. Het bisdom heeft een oppervlakte van 28.374 km² en bestaat uit de provincies Balé, Mouhoun, Nayala en Sourou (alle in de regio Boucle du Mouhoun) en de provincie Tuy (in de regio Hauts-Bassins). Het bisdom telde in 2021 1.227.000 inwoners waarvan 12,7% rooms-katholiek was.

## Geschiedenis
In 1955 werd het bisdom Nouna opgericht waar de stad Dédougou deel van uitmaakte. Vier jaar later maakte bisschop Jean Lesourd van Dédougou zijn feitelijke residentie, omdat deze stad centraler gelegen was in het bisdom. In 1975 werd het bisdom daarom hernoemd naar Nouna-Dédougou. In 2000 werd Dédougou een zelfstandig bisdom.

## Bisschoppen
- Zéphyrin Toé (2000-2005)
- Judes Bicaba (2005-2016)
- Prosper Bonaventure Ky (2018-)